# The New York Times Book Review
The New York Times Book Review ist die Literaturbeilage der Tageszeitung The New York Times; zu unterscheiden ist sie von der zweiwöchentlichen Zeitschrift The New York Review of Books. Die Book Review liegt wöchentlich der Sonntagsausgabe der New York Times bei, wird jedoch auch separat verkauft. Beide Fassungen sind bis auf den Preisaufdruck identisch. Die Book Review bespricht jeweils zwischen 20 und 30 literarische Werke und Sachbücher. Darüber hinaus veröffentlicht sie jährlich eine Liste der „100 besten Bücher des Jahres“ sowie die wöchentlichen Bestseller-Listen der New York Times.
Die Book Review besteht seit dem 10. Oktober 1896. Die Mehrzahl der Rezensionen wird von freien Mitarbeitern geschrieben, wobei die endgültige Druckfassung stets mit fest angestellten Redakteuren abgestimmt wird. Die wichtigsten Neuerscheinungen auf dem Romanmarkt werden indes zumeist von Michiko Kakutani rezensiert, während Dwight Garner vor allem Sachbücher (nonfiction) bespricht. Neben der Papierversion ist die Book Review auch im Internet vertreten, wo sie zusätzliches Material anbietet.
Das Urteil der Book Review hat in den USA einen deutlichen Einfluss auf Buchverkäufe. Eine wissenschaftliche Studie, die diesen Effekt anhand von 244 fiktionalen Hardcover-Bänden untersuchte, die zwischen 2001 und 2003 eine separate, ausführliche Besprechung in der Book Review erhalten hatten, kam zu dem Schluss, dass ein positives Urteil in der Woche nach seiner Veröffentlichung die Nachfrage nach dem Buch um 32–52 % erhöhte. Eine negative Kritik hatte bei bekannten Autoren einen Verkaufseinbruch von ca. 15 % zur Folge, während unbekannte Autoren von der Aufmerksamkeit durch eine Besprechung in der Book Review selbst dann profitierten, wenn dessen Urteil negativ ausfiel. Aufgrund dieser Marktmacht misst die amerikanische Buchindustrie der Book Review große Bedeutung zu. So wird mit einer Platzierung in der Bestseller-Liste häufig mittels Aufklebern oder Aufdrucken auf dem Buchumschlag geworben.
Die letzten Chefredakteure waren Sam Tanenhaus (2004 bis 2013) und Pamela Paul (2013 bis 2022). Seit 2022 bekleidet Gilbert Cruz diese Position.